# Сибанда, Карабо
Карабо Сибанда (англ. Karabo Sibanda; род. 2 июля 1998, Шаше-Муке, Центральный округ) — ботсванский легкоатлет, специалист по бегу на короткие дистанции. Выступает за сборную Ботсваны по лёгкой атлетике с 2014 года, чемпион Африки, рекордсмен страны, участник летних Олимпийских игр в Рио-де-Жанейро.

## Биография
Карабо Сибанда родился 2 июля 1998 года в поселении Шаше-Муке Центрального округа Ботсваны.
Впервые заявил о себе в лёгкой атлетике на международной арене в сезоне 2014 года, когда вошёл в состав ботсванской национальной сборной и одержал победу в беге на 400 метров на домашних Африканских юношеских играх в Габороне. В том же сезоне выступил на чемпионате мира среди юниоров в Юджине и побывал на юношеских Олимпийских играх в Нанкине, откуда привёз награду серебряного достоинства, выигранную на четырёхсотметровой дистанции.
В 2015 году в индивидуальном беге на 400 метров и в эстафете 4 × 400 метров был лучшим на юниорском чемпионате Африки в Аддис-Абебе, тогда как на молодёжном африканском первенстве в Редюи победил на четырёхсотметровой дистанции и стал серебряным призёром в смешанной эстафете. Позже в беге на 400 метров финишировал пятым на молодёжном чемпионате мира в Кали. Кроме того, завоевал две золотые медали на юношеских Играх Содружества в Апии, в беге на 400 метров и в эстафете 4 × 100 метров.
Начиная с 2016 года выступал на взрослом уровне, в частности на взрослом африканском первенстве в Дурбане одержал победу в зачёте эстафеты 4 × 400 метров и взял серебро в индивидуальном беге на 400 метров. Успешно выступил на юниорском мировом первенстве в Быдгоще, где в тех же дисциплинах получил серебро и бронзу соответственно. Благодаря череде удачных выступлений удостоился права защищать честь страны на летних Олимпийских играх в Рио-де-Жанейро — здесь так же участвовал в эстафете, вместе со своими соотечественниками благополучно прошёл в финал и занял в решающем забеге пятое место, установив при этом национальный рекорд Ботсваны в данной дисциплине. В индивидуальном беге на 400 метров тоже финишировал пятым с личным рекордом (44,25).
После Олимпиады Сибанда остался в составе ботсванской национальной сборной на ещё один олимпийский цикл и продолжил принимать участие в крупнейших международных соревнованиях. Так, в 2017 году в эстафете 4 × 400 метров он выиграл серебряную медаль на чемпионате мира по легкоатлетическим эстафетам в Нассау и занял 14 место на чемпионате мира в Лондоне.
В 2018 году на Играх Содружества в Голд-Косте дошёл до стадии полуфиналов в беге на 400 метров.